# Han Myung-hoi
Han Myung-hoi (* 26. November 1415; † 28. November 1487) war ein koreanischer Politiker, Soldat und neokonfuzianischer Philosoph während der Joseon-Dynastie. Er war Ministerpräsident im Jahre 1466 und von 1469 bis 1471.